# Ilhas Esparsas

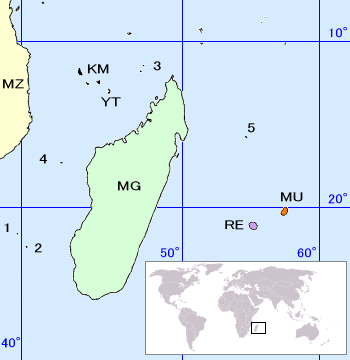
Localização das Ilhas Esparsas:
- 1 : Bassas da Índia
- 2 : Ilha Europa
- 3 : Ilhas Gloriosas
- 4 : João da Nova
- 5 : Tromelin
(KM : Comoros, MG : Madagáscar, MU : Maurícia, MZ : Moçambique, RE : Reunião, YT : Maiote)

As Ilhas Esparsas, ou Ilhas Dispersas do Oceano Índico (em francês:  Îles éparses de l'océan indien) são um conjunto, criado para fins administrativos, de cinco ilhas desabitadas do Oceano Índico que estão sob soberania francesa (os números mostram a localização na carta ao lado):
- No Canal de Moçambique:
  - 1 - Bassas da Índia;
  - 2 - Europa;
  - 3 - Gloriosas (incluindo Banco do Geyser);
  - 4 - João da Nova.
- No grupo das ilhas Mascarenhas:
  - 5 - Tromelin.

As ilhas, sem população residente, são domínio privado do estado francês, sendo administradas colectivamente pelo administrador superior das Terras Austrais e Antárticas Francesas que, sob a tutela do Ministro do Ultramar de França, exerce sobre elas as funções administrativas e de controlo jurisdicional, nomeadamente no que respeita à pesca na zona económica exclusiva e à protecção da natureza. O administrador destes territórios está sediado em São Pedro, na ilha da Reunião.
As ilhas estão classificadas como reservas naturais, com particular interesse para a conservação das populações de tartarugas e aves marinhas. Nelas funcionam também estações meteorológicas, com particular destaque para a ilha Tromelin, onde se situa uma estação de vigilância dos ciclones tropicais na sua rota de aproximação a Madagascar.